# New Yorks lagstiftande församling
New Yorks lagstiftande församling (engelska: New York State Legislature) utgör den folkvalda lagstiftande makten i den amerikanska delstaten New Yorks delstatsstyre (engelska: New York State Government).
Den består av två kammare: delstatssenaten (engelska: New York State Senate) med 63 ledamöter och delstatsförsamlingen (engelska: New York State Assembly) med 150 ledamöter. New Yorks guvernör kan lägga in veto mot antagna lagförslag, vetot kan upphävas med tvåtredjedels majoriteter i båda kamrarna. New Yorks lagstiftande församling sammanträder i New York State Capitol, uppförd mellan 1867 och 1899, i huvudstaden Albany.
Sedan sessionen 2019-2020 har Demokratiska partiet haft kvalificerade majoriteter i båda av den lagstiftande församlingens kamrar.

## Bakgrund
Delstatsförsamlingen bildades 1777 i och med att den revolutionära provinskongressen antog delstaten New Yorks konstitution. Provinskongressen hade sina rötter som ett alternativ till den tvåkammarförsamling som fanns i den brittiska kolonin Provinsen New York från 1683 fram till 1775 och som bestod av ett överhus (engelska: New York Executive Council) och ett underhus (engelska: New York General Assembly). Då den äldre tvåkammarförsamlingen vägrade skicka delegater till Kontinentalkongressen så utropades provinskongressen sig som dess ersättare vid inledningen av det amerikanska frihetskriget.
1797 utsågs Albany till delstatens huvudstad och den lagstiftande församlingens säte.

## Val
Valbar till båda husen i New Yorks lagstiftande församling är den som är amerikansk medborgare, bosatt i delstaten fem år och i sitt valdistrikt ett år innan ett val äger rum. Valen till båda kamrarna sker vartannat jämnt år samtidigt som valen till USA:s representanthus.
Det finns inga begränsningar i antalet val en ledamot i endera kammare kan återväljas.
New Yorks viceguvernör (engelska: Lieutenant Governor of New York) är ex officio senatens president (talman).

## Bildgalleri

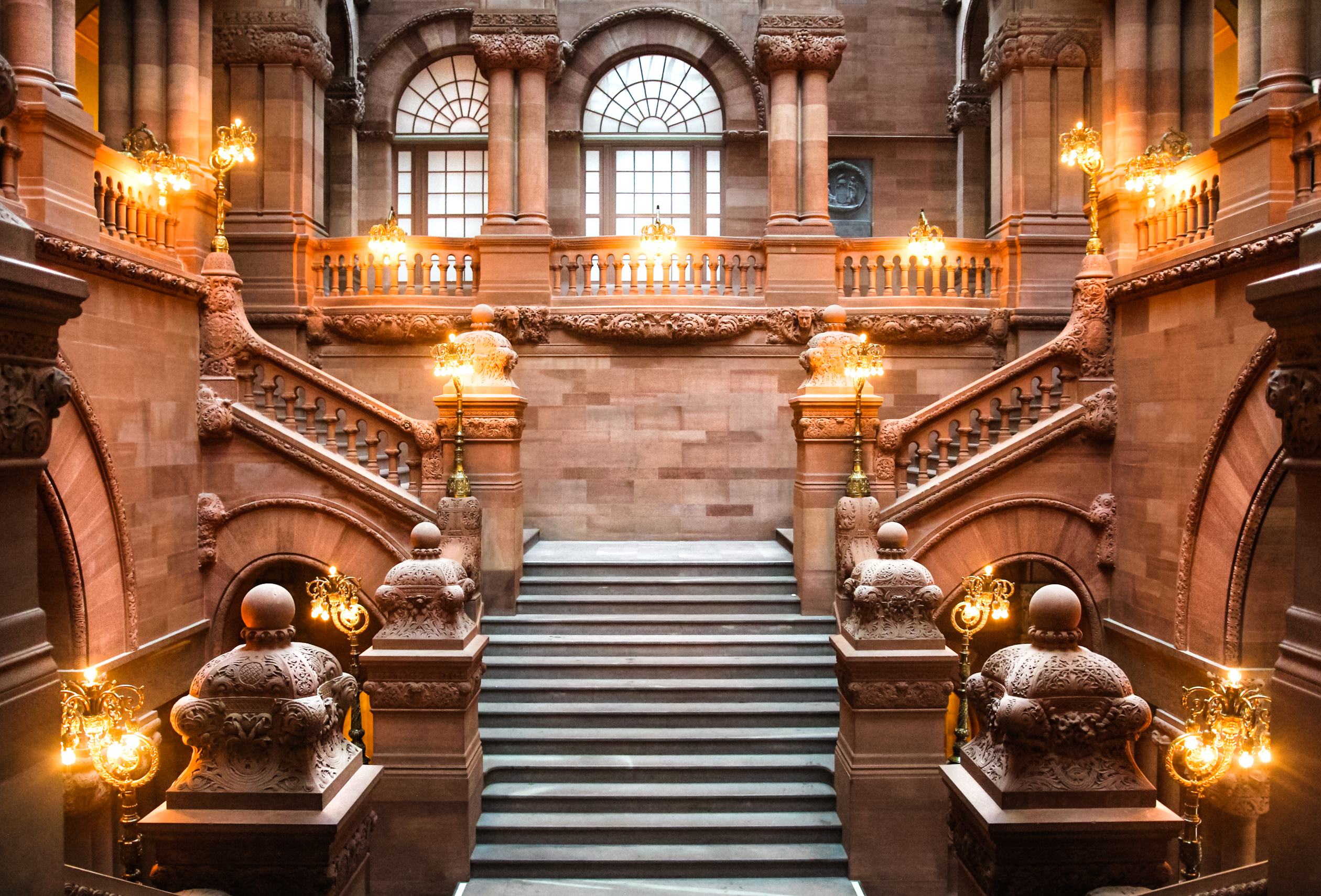
Stora trappan.
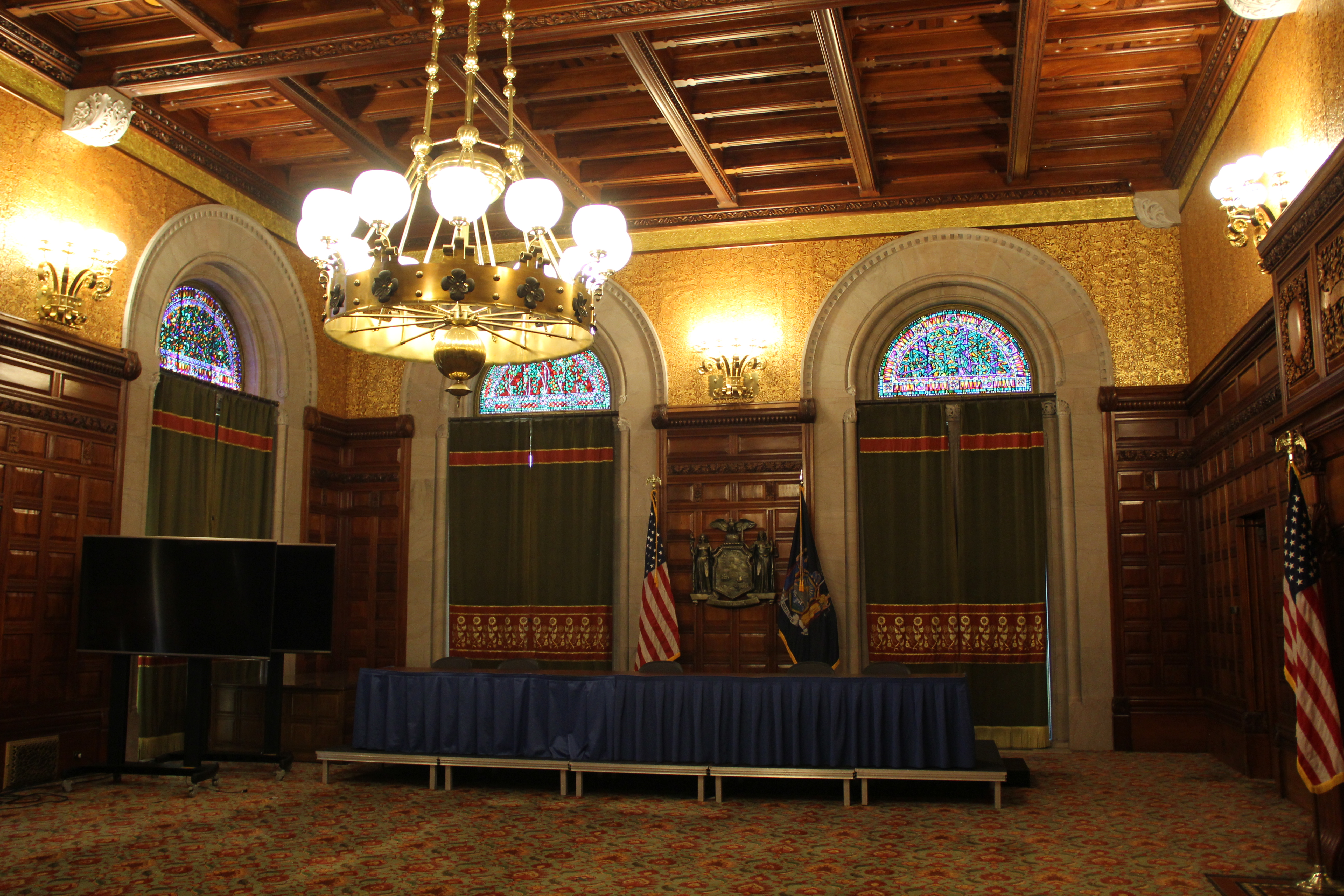
Guvernörens ceremoniella rum.
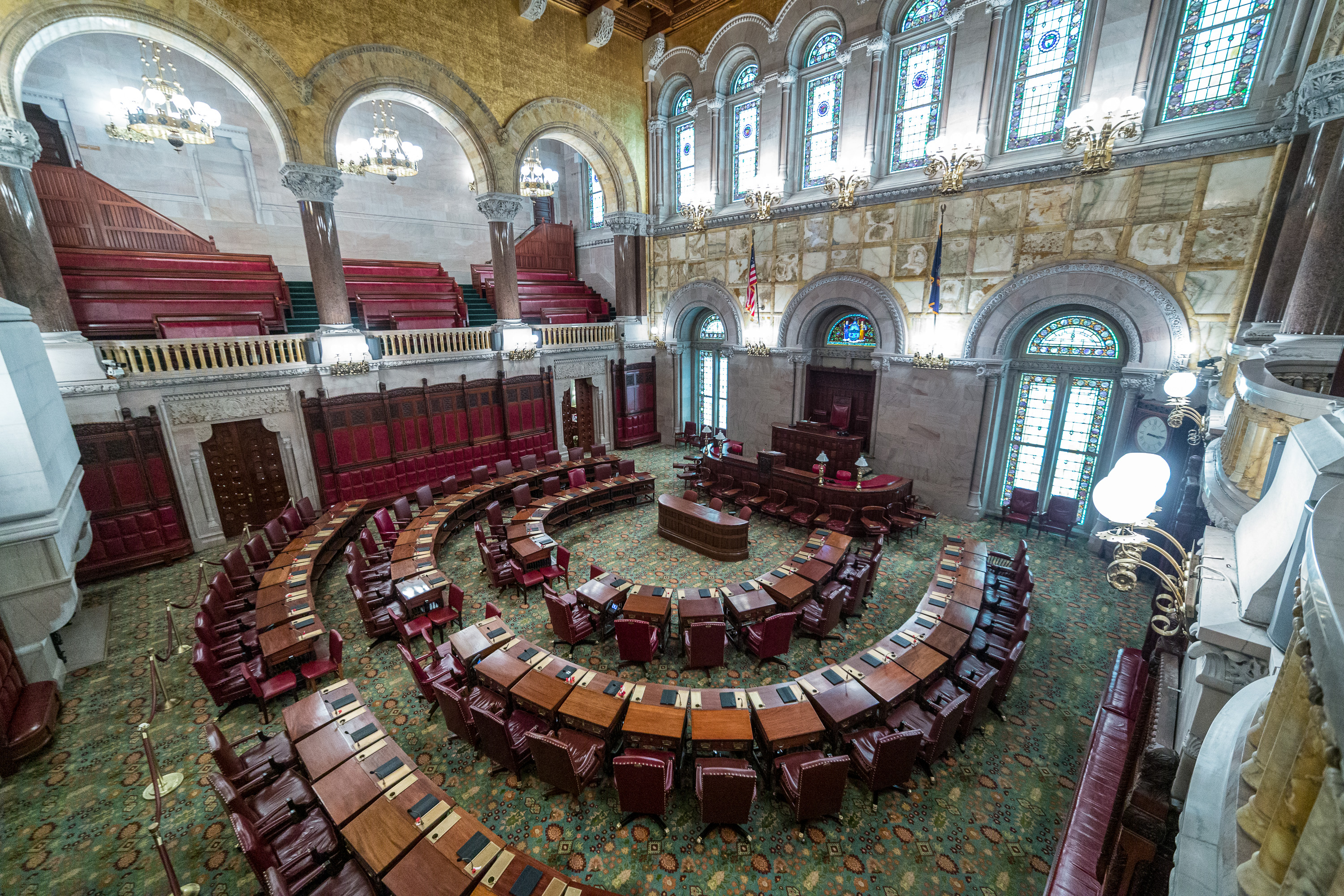
Delstatssenatens plenisal.
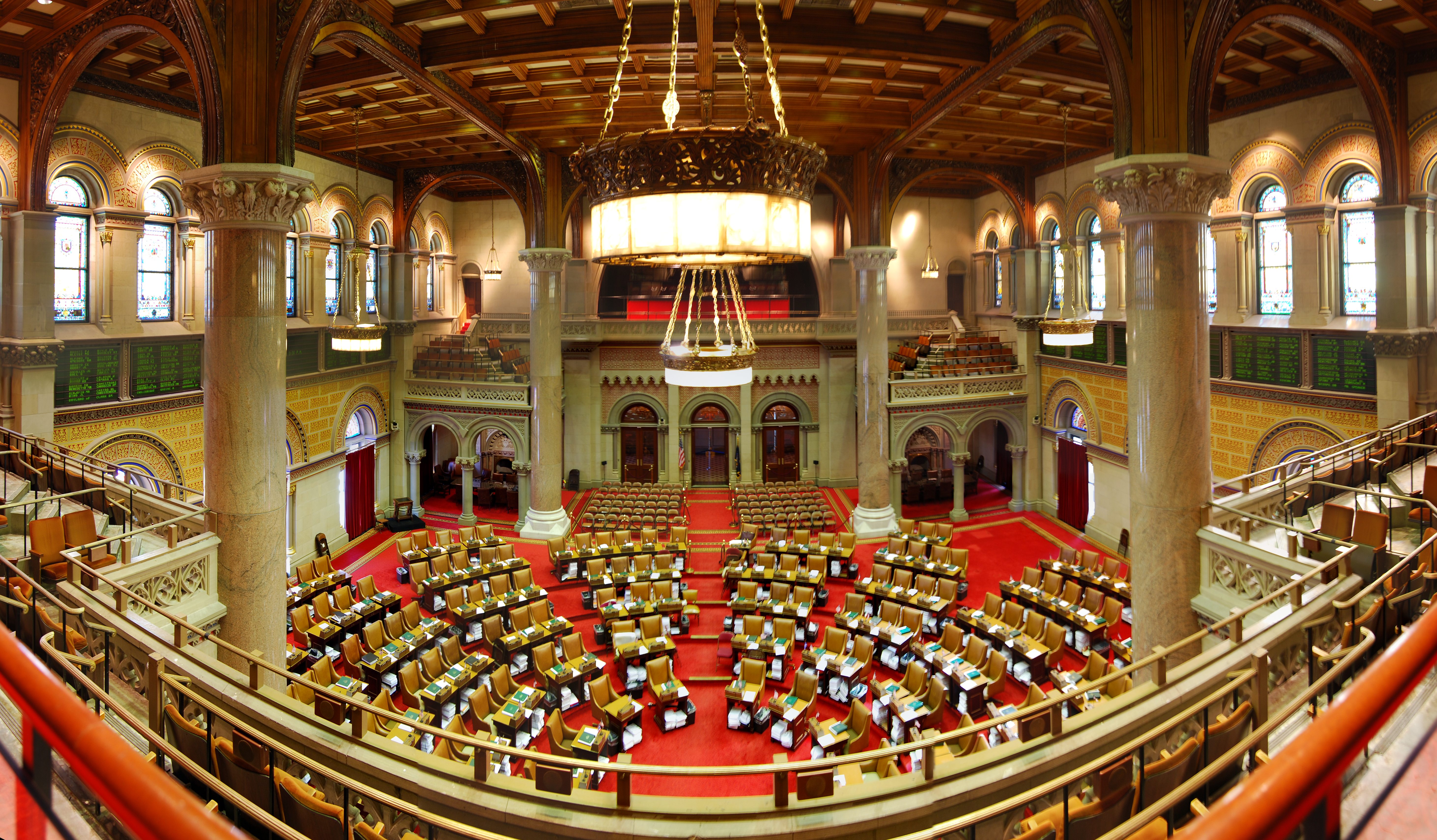
Delstatsförsamlingens plenisal.
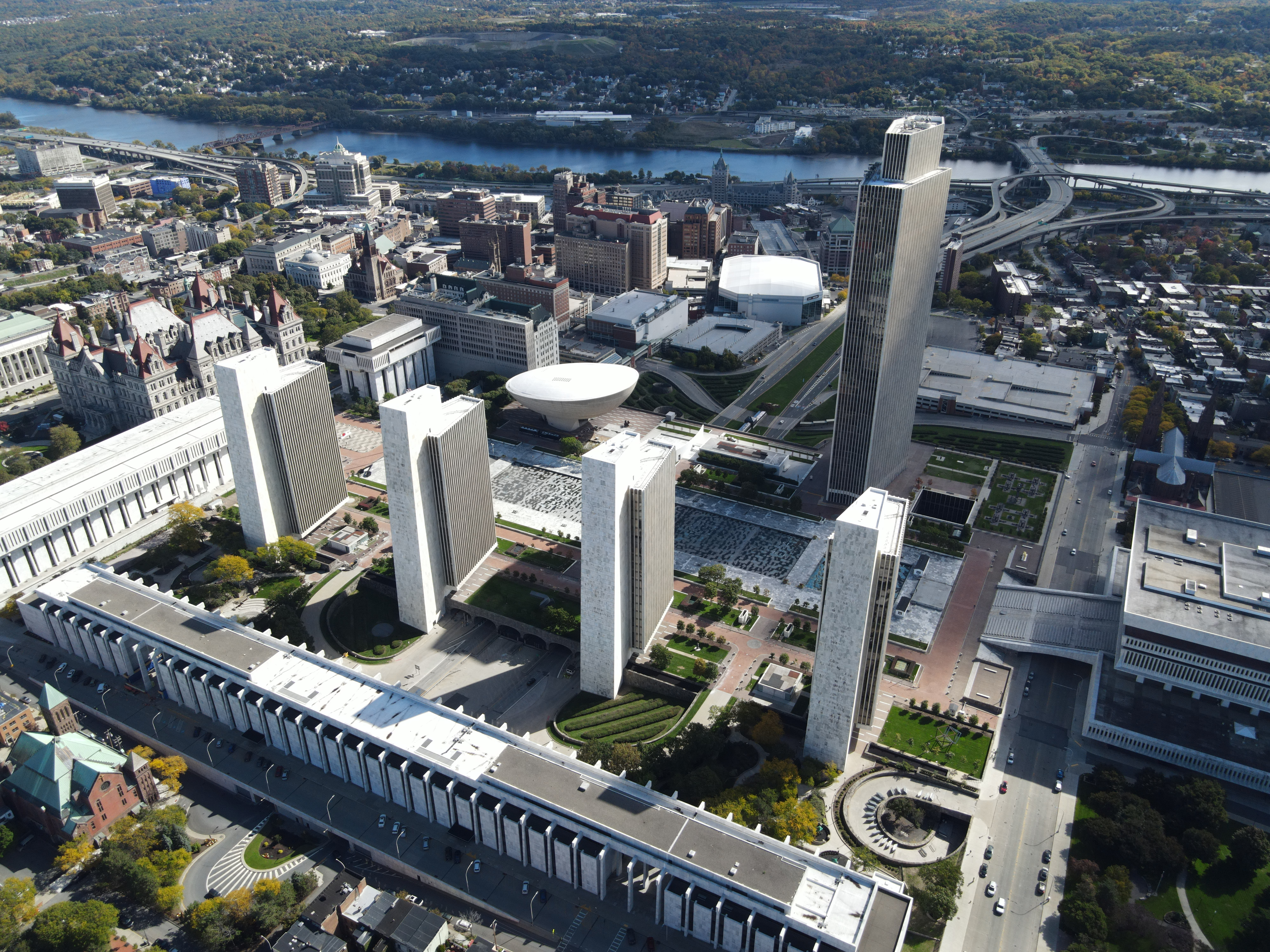
Empire State Plaza, med de modernistiska byggnader i internationell stil som omger State Capitol och som uppfördes mellan 1965 och 1976 på initiativ av Nelson Rockefeller.